# Alliance for Progress

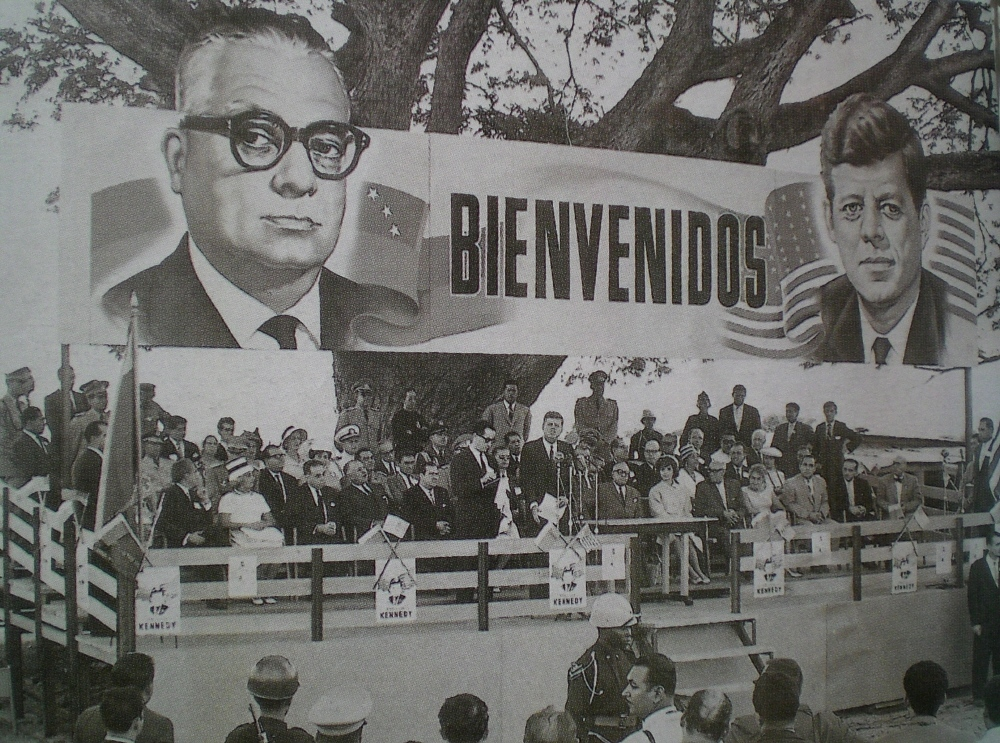
Venezuelas Präsident Rómulo Betancourt und John F. Kennedy bei einem Treffen im Rahmen der Alliance for Progress in La Morita (1961)

Die Alliance for Progress (Allianz für den Fortschritt) war ein Abkommen zur ökonomischen Zusammenarbeit zwischen Nord- und Südamerika, das 1961 vom damaligen US-Präsidenten John F. Kennedy initiiert wurde. Ziel der Vereinbarung war es, vor dem Hintergrund der Kubanischen Revolution eine Zusammenarbeit weiterer Länder Latein- und Südamerikas mit der Sowjetunion zu verhindern.

## Ziele und Ergebnisse
Die USA verpflichteten sich in diesem Abkommen zu umfangreichen Investitionen in die Wirtschaft und die Bildung der Länder Latein- und Südamerikas. Die meisten Länder waren dafür zwar durchaus offen, weigerten sich aber, einem Bodenabkommen zuzustimmen. Des Weiteren scheiterte das Abkommen an dem Tod Kennedys und der Tatsache, dass seine Nachfolger wenig Interesse an dem Abkommen zeigten.
Anfang der 1970er Jahre wurde die Allianz als Fehler angesehen und unter Präsident Richard Nixon wieder eingestellt. Die Begründung dazu lautete, dass die ökonomischen Erfolge weitestgehend ausgeblieben seien und die Aufmerksamkeit der USA immer mehr Chile und dessen Staatsoberhaupt Salvador Allende gelte.

## Reaktionen
Die Reaktion Kubas fiel nur schwach aus. Zwar warnten die kubanischen Machthaber vor einer noch größerer Abhängigkeit von den USA, stellten aber jedem Land die Entscheidung frei, der Allianz beizutreten.
Die US-amerikanische Öffentlichkeit reagierte positiv, weil dies im Gegensatz zur Invasion in der Schweinebucht ein gewaltfreier Weg war.
Reaktionen der Sowjetunion blieben weitestgehend aus.